# Diplolaimelloides islandicus
Diplolaimelloides islandicus är en rundmaskart. Diplolaimelloides islandicus ingår i släktet Diplolaimelloides, och familjen Monhysteridae. Arten är reproducerande i Sverige.